# Toby Schmitz
Toby Schmitz (ur. 4 maja 1977 w Perth) – australijski aktor teatralny, filmowy i telewizyjny, autor i reżyser sztuk teatralnych. Znany m.in. z roli kwatermistrza Jacka Rackhama w serialu Piraci.